# Пилишсенткерест
Пилишсенткерест — село в медье Пешт, около 20 км от Будапешта в горах Пилиш. Название означает «Святой Крест в Пилише». Село населено преимущественно словаками и имеет также словацкое название Млынки (словац. Mlynky).

## История
Территория Пилишсенткереста и окружающие земли были заселены ещё в доисторические времена — люди жили в соседних пещерах, но позже они покинули эту территорию. В эпоху римского правления лесозаготовка была распространена в окрестных лесах.
Село было основано венграми в 12 веке вокруг цистерцианского аббатства, которое само было основано 27 мая 1184 г. Аббатство, а также село были уничтожены во время османского вторжения, во время нападения турок 7 сентября 1526 г. Некоторые бенедиктинцы, возможно, проживали здесь после нападения, примерно до 1541 года, когда они наконец покинули земли, чтобы не попасть под турецкую власть. После освобождения венграми земель от османской власти в 1747 г. сюда прибыла группа словацких переселенцев из соседнего Пилишсанто. Позже сюда приехали и другие словаки из разных частей Венгерского Королевства, но многие покинули местность в 1782 году. На их место в 1785 году прибыли немецкие (преимущественно швабские) переселенцы.
Согласно переписи 2001 года 54,6 % всего населения или примерно 1170 человек объявили себя этническими словаками. Сейчас село является единственным в Венгрии, где этнические словаки составляют большинство.
В 2011 г. здесь состоялся 11-й Всемирный конгресс русинов.

## Знаменитые люди
Королева Гертруда Меранская (д. 1213) похоронена на кладбище местного аббатства.

## Население
| Год  | Численность | Численность |
| ---- | ----------- | ----------- |
| 2013 | 2193        | [ 5 ]       |
| 2014 | 2167        | [ 6 ]       |
| 2018 | 2127        | [ 7 ]       |
| 2021 | 2206        | [ 8 ]       |
| 2022 | 2194        | [ 9 ]       |
| 2023 | 2181        | [ 10 ]      |
| 2024 | 2147        | [ 1 ]       |